# Pachycephala olivacea
Pachycephala olivacea là một loài chim trong họ Pachycephalidae.